# Оболонь
Оболо́нь (укр. Оболо́нь) — историческая местность на севере Киева, расположенная на правом берегу Днепра. Название происходит от древнерусского слова болонь, болоние, что означает «заливной луг», «низкий, заливаемый водой берег реки».

## История
Оболонь упоминается в летописях с 1096 года в связи с отражением нападений кочевников и княжескими междоусобицами. В древности заливные луга Оболони использовались под пастбища. На территории района были обнаружены остатки раннеславянских поселений I века до н. э. — II века н. э.
Наиболее древнее пойменное поселение Киева Луг I занимало песчаную дюну к северу от впадения Сырецкого ручья в Почайну и функционировало в эпоху неолита—бронзы. Немного севернее на сходной дюне найдено раннеславянское поселение Луг IV.
Археологические материалы свидетельствуют, что ранние славяне имели высокий для своего времени уровень жизни. Они добились совершенства в изготовлении изделий из бронзы, железа и керамики. Древние жители Оболони вели активные обменные связи с античными городами Северного Причерноморья.
В Средние века земли Оболони стали настолько престижными, что их стремились заполучить многие. Мало того, в спорах за границы наделов они доходили не только до судебного разбирательства, но и до рукоприкладства. Чтобы решить земельные конфликты, приходилось вмешиваться первым лицам державы. Справедливость на Оболони наводили гетманы Богдан Хмельницкий и Иван Мазепа, цари Алексей Михайлович и Пётр I. Иногда мещане и купцы использовали Оболонь для переправки контрабанды. В 1774 году на заставе возле Иорданского озера были задержаны мещане Блистовойцев и Католиченко, пытавшиеся незаконно провезти в Киев французское вино.
В конце XIX — начале XX века Оболонь была обширным лугом со множеством озёр (самое крупное из них — Иорданское). На Оболони бывал молодой Александр Куприн. Он написал интересные очерки для киевской газеты «Жизнь и искусство». Один из них («Оболонское разорение») был напечатан в 1895 году.
С 1970 года на Оболони начинает строиться жилой массив. Основная застройка выполнена в 1973—1980 годах. Авторы проекта — архитекторы Г. М. Слуцкий, Ю. А. Паскевич, Л. И. Филенко и другие. При планировании массива большое внимание уделялось природным условиям местности. Массив застроен в основном 9- и 16-этажными домами и спланирован по особому, сотообразному плану: микрорайоны по форме напоминают соты. В каждом микрорайоне — детские сады, школы, универсамы, имеется два кинотеатра. Интересна также система бюветов, которые с 2000-х годов есть в каждом микрорайоне.
На этой территории был построен пивоваренный завод, получивший название «Оболонь». Район был соединён с центром линией метрополитена: в 1980 году были сданы в эксплуатацию станции «Петровка» (с 2018 года — «Почайна») и «Проспект Корнейчука» (переименована в «Оболонь»), в 1982 году — «Минская» и «Героев Днепра».
Во время второго периода застройки (с 2000 года) на Оболони появились новые, более высотные (22—25 этажей) комфортабельные жилые дома, построенные, в основном, ближе к Днепру. Оболонь стала считаться привлекательным жилым районом.
В 1990 году был открыт яхт-клуб для детей и взрослых (ранее называвшийся СДЮСШОР — специализированная детско-юношеская спортивная школа олимпийского резерва по парусному спорту города Киева). Прибрежная часть Оболони является популярной зоной отдыха среди киевлян. На Оболони есть три залива: Оболонь, Собачье Устье и Наталка (небольшой).

## Проспекты и улицы
Основные магистрали Оболони — проспекты Оболонский и Владимира Ивасюка.

Улицы: Героев Днепра, Героев полка «Азов», Левка Лукьяненко, Зои Гайдай, Александра Архипенка, Иорданская.

Богатырская улица, на которой расположен пивзавод «Оболонь», является границей района Оболонь (но не административного Оболонского района).